# Palaeoplex palimpsest
Palaeoplex palimpsest ist eine Buntbarschart, die im Kalungwishi und im Luongo, einem Nebenfluss des Luapula im nordöstlichen Sambia vorkommt.

## Merkmale
Die für die Erstbeschreibung untersuchten Exemplare hatten eine Standardlänge von 33,2 bis 143,4 Millimetern und eine Gesamtlänge von 42,2 bis 176 Millimetern. Äußerlich gleicht Palaeoplex palimpsest den nah verwandten Pseudocrenilabrus-Arten. Die Grundfarbe der Männchen ist hellbraun bis olivgrau, wobei die Körperseiten und der Schwanzstiel metallisch grünlich bis türkisfarben glänzen. Der Bauch ist beige oder weißlich. Die Iris ist bräunlich mit einigen weißlichen Flecken. Der Kiemendeckel glänzt golden-orange bis grünlich und besitzt einen schwärzlichen, metallisch schimmernden Fleck. Die Oberlippe ist olivfarben und glänzt grünlich, die Unterlippe ist weißlich und grünlich bis türkisfarben glänzend. Die Branchiostegalmembranen sind grau bis türkisfarben. Die Rückenflosse olivfarben bis bräunlich und schwarz gesäumt, ihr weichstrahliger Abschnitt ist weiß gepunktet. Die Afterflosse ist olivfarben bis bräunlich und ebenfalls weißlich gepunktet. Die ausgewachsenen Männchen besitzen einen Pseudocrenilabrus-Fleck am äußeren Ende der Afterflosse, ein Merkmal das für die Pseudocrenilabrus-Artengruppe typisch ist. Die Schwanzflosse ist ebenfalls olivfarben bis gelblich. Ihre Färbung wird zum Ende hin immer weniger intensiv. Die Brustflossen sind transparent. Die Bauchflossen sind schwärzlich.
Weibchen sind grau bis olivfarben gefärbt und ihnen fehlt der auffallende grünliche bis türkisfarbene Glanz der Männchen. Die Körperseiten, Kehle, Brust und der Schwanzstiel glänzen jedoch leicht silbrig. Auf den Körperseiten zeigen sie 7 bis 9 senkrechte, graue Streifen, die meist jedoch nur undeutlich sichtbar sind. Wie bei den Männchen ist die Iris bräunlich mit einigen weißlichen Flecken. Der Kiemendeckel ist silbrig mit einem schwärzlichen, goldglänzenden Fleck. Die Lippen sind grau, die Branchiostegalmembranen weißlich bis grau. Die Rückenflosse hat die gleiche Farbe wie die der Männchen. Die Afterflosse der Weibchen gelblich ohne Punktmuster und ohne Pseudocrenilabrus-Fleck. Die Brustflossen sind transparent. Die Bauchflossen sind gelblich bis olivfarben.
- Flossenformel: Dorsale XIV-XV/10-12, Anale III/7-9, Ventrale I/5, Pectorale 13-16, Caudale 26-30.
- Schuppenformel: mLR 28-31, SL 16-21/10-14.

## Lebensraum und Lebensweise
Palaeoplex palimpsest ist nur aus dem Luongo, einem Nebenfluss des Luapula und von zahlreichen Stellen im Stromgebiet des in den Mwerusee mündenden Kalungwishi bekannt. An der Terra typica ist der Luongo ein etwa 25 Meter breiter Fluss mit einer geschätzten Tiefe von 1,5 Metern. Das Flussufer ist dicht von Röhricht und kleinen Bäumen bestanden. Die Art scheint ruhiges Wasser zu bevorzugen und meidet schnell strömende Bereiche. Die molariformen Zähne auf der unteren Pharyngealia deuten darauf hin, dass sich die Art von Mollusken ernährt.

## Systematik
Die Art wurde im Jahr 1983 erstmals in einer wissenschaftlichen Population erwähnt, damals aber als Population des Messing-Maulbrüters (Pseudocrenilabrus philander) beschrieben. Die Erstbeschreibung von Palaeoplex palimpsest wurde im Januar 2020 veröffentlicht. Zu ihren Autoren gehört der Ichthyologe Ulrich Kurt Schliewen von der Zoologischen Staatssammlung München, sowie sein sambischer Kollege Cyprian Katongo, der schon zahlreiche Arbeiten über die Pseudocrenilabrus-Artengruppe veröffentlicht hat. Innerhalb der Buntbarsche gehört Palaeoplex palimpsest zur Tribus Haplochromini und dort zur Pseudocrenilabrus-Artengruppe, die sich durch einen rötlichen oder orangen Fleck (Pseudocrenilabrus-Fleck) am äußeren Ende der Afterflosse ausgewachsener Männchen von anderen Haplochromini unterscheidet. Da sich die Art aber in einigen morphologischen und morphometrischen Merkmalen sowie in der Maximalgröße von Pseudocrenilabrus unterscheidet, wurde eine neue Gattung eingeführt.

## Belege
1. 1 2 3 4  Frederic D. B. Schedel, Viviane M.S. Kupriyanov, Cyprian Katongo & Ulrich Kurt Schliewen (2020): Palaeoplex gen. nov. and Lufubuchromis gen. nov., two new monotypic cichlid genera (Teleostei: Cichlidae) from northern Zambia. Zootaxa, 4718 (2): 191-229. doi: 10.11646/zootaxa.4718.2.3
2. ↑  Balon, E.K. & Stewart, D.J. (1983) Fish assemblage in a river with unusual gradient (Luongo, Africa Zaire system), reflections on river zonation, and description of another new species. Environmental Biology of Fishes, 9, 225–252. doi: 10.1007/BF00692373, Seite 237.